# Medienjugend
Die Medienjugend in der IG Medien gründete sich nach der Wiedervereinigung in der Bundesrepublik Deutschland (BRD) und war eine demokratische gemeinnützige Organisation, die Auszubildende, Absolventen und Jugendliche aus den Bereichen Druck, Papier, Publizistik und Kunst vereinte. Die Medienjugend fungierte als Interessenvertretung der 16- bis 27-Jährigen innerhalb der Gewerkschaft IG Medien in den fünf neuen Ländern (Mecklenburg-Vorpommern, Brandenburg, Sachsen-Anhalt, Thüringen und Sachsen) und verfolgte einen demokratischen und widerständigen Ansatz. Ausschnitt ELF99

## Ziele
Die Medienjugend war eine Organisation, die sich während des Umbruchs in der ehemaligen Deutschen Demokratischen Republik (DDR) bildete und als Bestandteil der IG Medien verstand. Ihr Ziel war es nicht, alternative Strukturen zu der IG Medien zu schaffen, sondern vielmehr die gewerkschaftliche Jugendarbeit auf der Grundlage der Satzungsbestimmungen der IG Medien zu fördern und aufzubauen. Datei:Resolution
Die Jugendlichen hatten den Wunsch, Gewerkschaftsarbeit von, mit und für Gleichaltrige zu leisten. Ihr Ziel war es, den Inhalt ihrer Arbeit von ihnen selbst bestimmen zu lassen. Dazu verfassten sie ein eigenes Statut, um eine gewisse Autonomie in ihrer Arbeit zu erreichen. Dies sollte ihnen ermöglichen, innerhalb des bürokratischen Gewerkschaftsapparats neue Wege zu erkunden und zu beschreiten. Zusätzlich bemühten sie sich, im Rahmen ihres Programms politische Probleme zu lösen, die sowohl von ihnen selbst als auch von anderen Seiten aufgeworfen wurden. Datei:Polster Ursprung Medienjugend
Die Medienjugend umfasste alle politischen Richtungen der jungen Arbeitnehmer und Arbeitnehmerinnen und setzte sich über parteiliche Interessen hinweg, indem sie das soziale und kulturelle Interesse in den Vordergrund stellte. Die Grundsätze und Ziele der Medienjugend bestanden darin, aktiv für Frieden, Völkerverständigung, Entspannung und Menschenrechte einzutreten.
Die Bewegung richtete sich gegen die Abwicklung von Hochschulen, Rundfunk- und Fernsehanstalten, Zeitungen, Verlagen, Druckereien sowie kultur- und jugendspezifischen Einrichtungen. / Datei:Erklärung Medienjugend DT64
Sie erkannte die Bedeutung dieser Institutionen für die Gesellschaft und setzte sich dafür ein, dass sie erhalten blieben. Ein weiteres Ziel der Medienjugend war der Kampf gegen Ausverkauf und Arbeitslosigkeit. Sie forderte den Erhalt von Arbeitsplätzen, angemessene Umschulungsangebote und soziale Sicherheit für die Menschen. Die Bewegung setzte sich aktiv für die Rechte der Arbeitnehmer und Arbeitnehmerinnen ein und engagierte sich für gerechtere Arbeitsbedingungen. Die gleichberechtigte Integration ausländischer Mitbürger und Mitbürgerinnen in das Berufs- und Alltagsleben bildete einen weiteren Schwerpunkt.
Die Medienjugend setzte sich für eine offene und tolerante Gesellschaft ein. Zu den zentralen Anliegen der Medienjugend gehörte der Umweltschutz. Sie forderte umweltverträgliche Produktionsweisen und Produkte und setzte sich beispielsweise für die Entwicklung ökologisch vertretbarer Formen der Energiegewinnung ein. Gentechnik und Reproduktionstechnologien wurden hingegen abgelehnt. Die Medienjugend engagierte sich zudem für die umfassende Gleichstellung der Frauen in der Gesellschaft und im Arbeitsleben. Sie kämpfte für gleiche Rechte, Chancen und Entlohnung für Frauen und Männer und setzte sich gegen Diskriminierung und Benachteiligung ein.
In ihrer Kommunikation achteten sie auf eine gendergerechte Sprache. Prägend für die Medienjugendbewegung war der Einsatz für den Frieden. Sie forderte die sofortige Beendigung des Krieges am Golf und rief zur Einberufung einer internationalen Friedenskonferenz auf, um alle Probleme im Nahen Osten zu lösen. Die Bewegung setzte sich für eine gewaltfreie und diplomatische Konfliktlösung ein. Datei:Werbung Medienjugend
Insgesamt bestand das Programm der Medienjugend, aufbauend auf der Satzung der IG Medien, aus 18 Grundsätzen und Zielen. Vier weitere Ziele wurden unter dem Punkt „Soziales“ beschrieben. Datei:Programm Medienjugend / Datei:Werbung Medienjugend 1

## Entwicklung der Medienjugend
Der Ursprung der Medienjugend liegt im Jahr 1989, als die Menschen in der DDR für eine bessere Zukunft auf die Straße gingen.
In den Oktobertagen hatte sich die FDJ-Gruppe von Radio-Berlin-International (RBI), bestehend aus 40 jungen Mitarbeitern und Mitarbeiterinnen, von der FDJ abgewandt und die Jugendgruppe RBI gegründet.
Ihr Hauptziel war damals, die betrieblichen Interessen der Jugendlichen beim RBI durchzusetzen. Angesichts der rasch wandelnden politischen Verhältnisse ergriffen nun Mitglieder dieser Jugendgruppe die Initiative. Im November luden sie, kurz vor dem Besuch von Helmut Kohl und Hans Modrow in Dresden, alle neu gegründeten Jugendorganisationen in die Nalepastraße ein, um einen gemeinsamen Brief zu verfassen, in dem die Ängste und Ziele dieser Jugendorganisationen zum Ausdruck gebracht wurden. Am 19.12.1989 überreichten die Vertreter der Jugendorganisationen den Brief als gemeinsame Erklärung an Hans Modrow und Helmut Kohl. Datei:Brief Modrow Kohl
In der Erklärung wurde betont, dass eine Vereinigung der BRD und der DDR nicht angestrebt wird, da dies die Stabilität in Europa und den Frieden gefährden würde. Sie erkennen jedoch an, dass viele ökonomische und kulturelle Errungenschaften der BRD auch für die DDR von Bedeutung sein können.
Gleichzeitig wurden die ungelösten Probleme in den Bereichen Ökologie, soziale Ungleichheit, Ausbeutung der Dritten Welt und das Wettrüsten angesprochen. Die Vertreter und Vertreterinnen sahen die Möglichkeit, eine linke demokratische Alternative zur BRD aufzubauen, indem sie konsequent neue Denkweisen und Handlungen verfolgen. Sie setzten sich für eine basisdemokratische Organisation, ökologisch saubere Produktion, den Kampf gegen Rechtsradikalismus, eine solidarische Haltung gegenüber der Dritten Welt und weltweite Abrüstung ein. Eine Vereinnahmung der DDR durch die BRD würde ihnen die Chance zur Selbstverwirklichung nehmen. Stattdessen forderten sie, dass die DDR eigenständig und souverän in ein gemeinsames europäisches Haus einbezogen wird. Sie forderten eine DDR, die ihre Identität bewahrt, aber gleichzeitig eine aktive Rolle in der europäischen Gemeinschaft einnimmt.
Daraufhin wurde der „Runde Tisch der Jugend“ ins Leben gerufen, zu dem auch Vertreter und Vertreterinnen der Jugendgruppe RBI als Beisitzer gehörten.Info
Über einen Zeitraum von fast einem Monat wurde diskutiert, jedoch waren keine vielversprechenden Ergebnisse erkennbar. Gleichzeitig nahm der Rechtsradikalismus in der noch bestehenden DDR weiter zu. Die Vertreter und Vertreterinnen der Jugendgruppen forderten den „Runden Tisch der Jugend“ auf, dieser drohenden Gefahr etwas entgegenzusetzen. Sie schlugen vor, am 30. Januar 1990, dem Tag, an dem die Nazis 1933 ihren „Wahlsieg“ mit einem Fackelzug durch das Brandenburger Tor feierten, einen „Antifa-Tag“ im ganzen Land zu organisieren.
Von den 28 anwesenden Jugendorganisationen unterstützten 22 diese Idee. Nach der Durchführung des „Antifa-Tages“ wurde versucht, alle Jugendgruppen des Rundfunks zu vereinen, was jedoch nur teilweise gelang. Dennoch konnten bereits erste Erfolge im Bereich der Volontäre verzeichnet werden, wie zum Beispiel der Erhalt der Volontärswohnungen und eine Erhöhung des Volontärsgehalts.Datei:Polster Ursprung Medienjugend Positionspapier
Als nächstes Ziel wurde angestrebt, die Jugendlichen aller Rundfunk- und Fernsehstationen zusammenzubringen. Dies wurde jedoch nur teilweise und kurzzeitig erreicht. Im Frühsommer 1990 nahmen 14 Jugendvertreter der Gewerkschaft Kunst, Kultur und Medien am Bundesjugendtreffen der IG Medien in Lage-Hörste teil. / juergen-seidel.de/
Im Juni 1990, als die Beschäftigten im Rundfunk und Fernsehen um ihre Arbeitsplätze fürchteten, organisierten die Jugendgruppen spontan eine Demonstration am Alexanderplatz. Etwa 10.000 Menschen folgten dem Aufruf und unterstützten die Forderung nach Erhalt der ostdeutschen Fernseh- und Rundfunkprogramme.Datei:Werbung Medienjugend 2 /  Danach kam es zu Entlassungen und Repressalien gegenüber aktiven Gewerkschaftsmitgliedern und die Jugendgruppen zerfielen teilweise. Ein Neuanfang war erforderlich. In der ersten und zweiten Generation waren hauptsächlich junge Arbeitnehmer und Arbeitnehmerinnen organisiert, während sich in der dritten und vierten Generation mehrheitlich Lehrlinge, Studierende sowie Schüler und Schülerinnen zusammenschlossen. Die Organisation gewann an Stärke.
Die Initiativgruppe „MEDIENJUGEND IN DER IG MEDIEN“ entstand. Mitglieder waren alle jungen Erwachsenen im Alter zwischen 16 und 27 Jahre die bereits Mitglied in der Gewerkschaft Kunst, Kultur und Medien oder der Gewerkschaft IG Medien der fünf neuen Bundesländer waren.
Der Jugendsprecher im Vorstand der Gewerkschaft Kunst, Kultur und Medien, Thomas Schleußner (Sprecher der Jugendgruppe RBI), engagierte sich aktiv an der Stärkung der Medienjugend in der IG Medien.
Die Konstituierung der Medienjugend am 19.01.1991 basierte auf ihrem programmatischen Grundsatzpapier und war eine Reaktion auf die Erfahrungen des Umbruchs in der DDR und die spezifischen Probleme, die sich mit dem Anschluss an die BRD in den fünf neuen Bundesländern ergaben. Das Ziel der Medienjugend bestand darin, die Jugendarbeit der IG Medien in der ehemaligen DDR auf eine breite, attraktive und effektive Basis zu stellen und die Gesamtgewerkschaft für die besonderen Herausforderungen in den neuen Bundesländern zu sensibilisieren.
Zu Beginn verzichtete die Medienjugend auf eigene organisatorische Strukturen und wählte ein vorläufiges Sprechergremium, das aus je einem Vertreter bzw. einer Vertreterin der fünf Bundesländer auf dem Territorium der ehemaligen DDR bestand. Die Landesarbeitsgruppen (Berlin/Brandenburg, Mecklenburg-Vorpommern, Sachsen-Anhalt und Sachsen) ernannten Vertrauenspersonen, um die Arbeit der Medienjugend in den einzelnen Ländern zu verankern und zu erweitern. Die Medienjugend forderte eine umfassende Diskussion innerhalb der IG Medien zur grundlegenden Überarbeitung des Abschnitts 30 (Jugend) in der Satzung bis zum Gewerkschaftstag 1992, entsprechend den begonnenen Strukturdiskussionen in der gewerkschaftlichen Jugendarbeit der alten BRD. Datei:Literaturverzeichnis / Satzung des 2. Gewerkschaftstages / Bilddatenbank J.Seidel
Ziel dieser Überarbeitung war es, die Satzung auf die politische und materielle Selbstverpflichtung der IG Medien zur Jugendarbeit zu beschränken, die Autonomie der Jugendstrukturen grundsätzlich zu gewährleisten und die Mitwirkungsrechte der Medienjugend in der Gesamtgewerkschaft verbindlich zu regeln.
Der Anschluss der Gewerkschaften Kunst-Kultur-Medien/Druck und Papier an die IG Medien der alten BRD berücksichtigte trotz einiger Übergangsvorschriften für den Aufbau der IG Medien in der ehemaligen DDR nur teilweise die spezifischen Rahmenbedingungen der Gewerkschaftsarbeit in den fünf neuen Bundesländern.
In Anlehnung an diese Übergangsvorschriften forderte die Medienjugend eine Übergangsregelung für ihre Vertretung im Hauptjugendausschuss (HJA). Diese Regelung sollte sicherstellen, dass die fünf vom Jugendtag gewählten Sprecher und Sprecherinnen als gleichberechtigte Vertreter und Vertreterinnen der fünf neuen Bundesländer dem HJA angehören. Diese Übergangsregelung sollte bis zur einheitlichen Neustrukturierung der gewerkschaftlichen Jugendarbeit auf dem Gewerkschaftstag 1992 gelten. Andernfalls würde das Ziel einer angemessenen und effektiven, einheitlichen gewerkschaftlichen Jugendarbeit und damit auch einer schlagkräftigen Arbeit der IG Medien insgesamt in beiden Teilen Deutschlands erheblich infrage gestellt. Datei:Gründung Medienjugend
In der Hauptjugendausschusssitzung vom 05./06.03.1991 beschloss der HJA mit dem Sprechergremium der Medienjugend und auf Empfehlung des Hauptvorstandes, dass bis zur Durchführung der Landesbezirkstage und damit der Wahl der Vorsitzenden der Landesbezirksjugendausschüsse der HJA um fünf Vertreter/Vertreterinnen der neuen Bundesländer erweitert wird. Von den fünf Vertretern/Vertreterinnen durfte die Medienjugend eine stimmberechtigte Person wählen; die weiteren vier Vertreter/Vertreterinnen gelten als beratende Mitglieder.
Somit wurde den Forderungen der Medienjugend nach einer gleichberechtigten Teilhabe am HJA nicht nachgekommen. Trotz einer mehrstündigen Diskussion zur Verständigung gemeinsamer Arbeitsgrundlagen konnte keine Basis für eine Zusammenarbeit gefunden werden.Datei:HJA Springen
Der damalige Landesbezirksjugendvorsitzende Nordrhein-Westfalen und somit Vertreter des damaligen Ausschusses, war nach der Gründung der IG Medien im Jahr 1989 der heutige Vorsitzende der Vereinten Dienstleistungsgewerkschaft (ver.di) Frank Werneke.
Vom 24.-26.04.1992 fand das erste Bundesjugendtreffen der IG Medien Jugend in Springen statt. Von Seiten der Medienjugend wurde harte Kritik in der Diskussion über die zurückliegende Jugendarbeit und der damit verbundenen Versäumnisse vorgebracht. Am Ende der Sitzung wurde zwar ein Jugendpolitisches Programm der IG Medien beschlossen. Jedoch spiegelte es nicht alle Interessen der Medienjugend wider.Datei:Bericht 1 Bundesjugendtreffen IG Medien Jugend
Trotz jahrelanger Anstrengungen gelang es der Medienjugend nicht, eine an die Bedürfnisse der DDR-Jugend angepasste Jugendarbeit innerhalb der IG Medien umzusetzen. Nachdem sich das Gefühl, westlichen Strukturen unterworfen zu sein, bei den Jugendlichen der Medienjugend breit machte, schliefen ihre Bemühungen und ihr Engagement ein, sodass sich die Medienjugend schlussendlich 1992 auflöste.

## Mitglieder der Medienjugend
Aktive Mitglieder in den Sprechergremien der Medienjugend und Vertreter/innen ihrer Länder im HJA

### Berlin-Brandenburg
- Thomas Schleußner
- Norbert Polster
- Katrin Mazander
- Thomas Pontow
- Marco Langfildt
- Jan Drager
- Dirk Hohmann
- Jana Wöllner
- Manuela Buhtz
- Lars Fischer
- Steffen Großer
- Bettina Skadny
- Hinnerk Berlekamp
- Steve Winkler
- Alexander Grunow

### Mecklenburg-Vorpommern
- Normen Thörel
- Mike Saul

### Thüringen
- Doreen Brühning
- Ramona Schonauer
- Diana Geißler
- Kathleen Gräf
- Sabine Ruffert

### Sachsen-Anhalt
- Uwe Bartholomäus
- Ulrich Urmann

### Sachsen
- Carina Gräschke
- Christina Borgmann
- Thomas Köhler
- Britta Marek

## Erfolge
Zu den größten Erfolgen der Medienjugend zählt zum einen die große Demonstration auf dem Alexanderplatz in Berlin am 28.06.1990 zum Erhalt der „drei großen D“ – Deutscher Fernsehfunk, Rundfunk und der Deutschen Film AG (DEFA).
An der Demonstration beteiligten sich ca. 10.000 Menschen.
Zum anderen hat die Medienjugend erreicht, dass jede/r arbeitslos geworden/e Mitarbeiter/in des Rundfunks im Alter zwischen 16 und 35 berechtigt ist, für die Dauer von drei Jahren oder bis eine neue Arbeitsstelle gefunden wurde, alle sozialen Einrichtungen des Rundfunks zu nutzen. Der Arbeitslosenclubraum wurde der Gewerkschaftsjugend unentgeltlich zur Nutzung freigegeben.Datei:Werbung Medienjugend 2
Einen weiteren Erfolg stellte die Einigung zum Erhalt der Volontärswohnungen und eine Erhöhung des Volontärsgehalts dar.

## Konflikte zwischen Ost- und West-Jugend
Die Diskrepanzen zwischen der Medienjugend in der IG Medien und dem HJA der IG Medien resultierten aus unterschiedlichen Lebensrealitäten.
Datei:Medienjugend.Pressemitteilung.1990 / Datei:Medienjugend.Presseerklärung.1991
Aufgrund der raschen Vereinigung der beiden deutschen Staaten traten unerwartete Probleme auf, mit denen viele nicht gerechnet hatten. Dies führte zu erheblicher Frustration bei den Jugendlichen in der ehemaligen DDR. Darüber hinaus waren die Jugendlichen äußerst skeptisch gegenüber großen Organisationen, einschließlich der Gewerkschaften.
Datei:Protokoll IG Medien Jugend / Datei:Nitsche Thesen OST Bürger / Datei:Nitsche Thesen Reaktion Medienjugend
Im Zuge des politischen Umbruchs in der DDR entstanden Formen der politischen Willensbildung und Interessenvertretung, die es in der alten BRD nie gegeben hatte. Besonders bei den Jugendlichen hinterließen diese einen starken Eindruck und stärkten ihr Selbstbewusstsein erheblich. Die Bereitschaft, für die gewerkschaftliche Jugendarbeit entsprechende Strukturen zu schaffen, ergab sich auch aus dem Wunsch, nicht erneut von außen auferlegte Strukturen und Vorgaben annehmen zu müssen. Gleichzeitig brachte die schnelle wirtschaftliche Umgestaltung der ehemaligen DDR soziale Konflikte und existenzielle Not für unzählige Menschen mit sich.
Die einfache Übertragung bewährter Analyse- und Handlungsmuster aus der alten BRD war nicht angemessen, um den besonderen Bedürfnissen und Interessen der abhängig Beschäftigten in den neuen Bundesländern gerecht zu werden. Beim Anschluss an die IG Medien der alten BRD fand zu wenig Auseinandersetzung, Gespräch, Zuhören und Sensibilisierung für die spezifischen Anforderungen der jeweiligen Situation statt. Dies jedoch wäre eine grundlegende Voraussetzung gewesen, um die IG Medien in beiden Teilen Deutschlands zu einer starken und kompetenten Vertretung der abhängig Beschäftigten zu machen.Datei:Gründung Medienjugend
Des Weiteren gab es in der ehemaligen DDR kaum oder nur schwach ausgeprägte Organisationsstrukturen auf lokaler, regionaler und Landesebene. Dies führte zu einer informelleren Jugendarbeit, die stark von den Ereignissen im Oktober 1990 und den Vorstellungen einer umfassenden Demokratisierung der Gesellschaft geprägt war.Datei:Schreiben Menze an Frenzel IG Medien Medienjugend
Zudem konnten sich die betroffenen Jugendlichen der Medienjugend nur schwer mit den jugendpolitischen Leitsätzen der IG Medien identifizieren. In ihrem Verständnis wurde den Arbeitslosen der IG Medien nur Rechte zweiter Klasse eingeräumt.
Überdies hatten die Ost-Jugendlichen ganz andere Interessen und Probleme als die West-Jugendlichen. Viele konnten ihre Ausbildung nicht abschließen und wurden bereits im ersten Lehrjahr entlassen. Andere durften zwar ihre Ausbildung formal verkürzt fortsetzen, erhielten jedoch praktisch keine weitere Ausbildung mehr. Einigen wurden neue Verträge aufgezwungen, die sie mit einer viel geringeren Qualifikation entließen, als ursprünglich vorgesehen. Die finanzielle Absicherung der Arbeitslosen basierte vorläufig auf den niedrigen DDR-Löhnen. Die Ergebnisse der Tarifverhandlungen und die langsame Angleichung der Löhne an das westdeutsche Niveau waren für sie nicht von Nutzen. Viele Arbeitslose waren daher auf Sozialhilfe angewiesen. Dies führte zu einer massiven sozialen Bedrohung. Datei:Werbung Medienjugend 3
Die massive Arbeitslosigkeit im Osten führte zu einer eigenständigen Entwicklung der Jugendarbeit, die jedoch schwer mit den Vorstellungen der Westler vereinbar war. Unter den Jugendlichen selbst gab es unterschiedliche Sprachen und Interessen. Der Konflikt zwischen den Ost- und West-Jugendlichen war schwierig zu lösen, da die engagierten Ost-Jugendlichen demokratische Vorstellungen hatten, die den West-Jugendlichen fehlten, wie zum Beispiel die praktische Erfahrung mit Demokratie. Die Ost-Jugendlichen empfanden die Satzung der IG Medien als einschränkend und beengend.
Aufgrund der damaligen technischen Voraussetzungen wurden die oben genannten Diskrepanzen durch langwierige Kommunikationsprozesse und damit verbundenen Missverständnissen weiter verstärkt.

## Europäisches Jugendradio
Die Medienjugend der IG-Medien verfolgte ein ehrgeiziges Projekt, nämlich die Etablierung eines europaweiten Jugendradiosenders. Dieser Sender sollte aktiv den Prozess der gesamteuropäischen Einigung unterstützen und den Gedanken des friedlichen Zusammenlebens in einem freiheitlichen und demokratischen Europa, insbesondere unter der Jugend, fördern.
Ziel war es, das Projekt ausschließlich über Spenden und die aktive Mitarbeit der Mitglieder und fördernden Mitglieder zu finanzieren.
Die Medienjugend hatte die Absicht, in möglichst allen Ländern Europas Landesstudios einzurichten, die die Sendungen des europäischen Jugendradios landesweit ausstrahlen würden. Durch eine intensive Kooperation zwischen den Landesstudios sollte ein breites Programmangebot erstellt werden. Das übergeordnete Ziel war es, den Hörern und Hörerinnen umfassende Einblicke in das politische, kulturelle und wirtschaftliche Leben in ganz Europa zu ermöglichen und somit ein besseres Verständnis für die verschiedenen Lebensweisen und Traditionen zu fördern.
Als Ausgangspunkt und erstes Sendestudio hätten die bereits bestehende Einrichtung des Jugendradios DT 64 in Berlin (Nalepastraße) genutzt werden sollen.
Zusätzlich wurde angestrebt, beim Aufbau der Länderstudios die aktive Unterstützung der Präsidenten und Staatsoberhäupter der europäischen Länder zu gewinnen. Zu diesem Zweck wurde damals bereits per Brief Kontakt zu ihnen aufgenommen.
Es war ein wichtiges Anliegen der Medienjugend, sicherzustellen, das nicht ausgegrenzt wurden.Datei:Einschätzung Medienjugend Frenzel
Das Projekt wurde aufgrund der Auflösung der Medienjugend nicht realisiert.

## Weiterführende  Links
- Dorothea Müller, Holger Menze, Jörg Wollenberg: Das Wunder von Hörste. 50 Jahre politische Bildung in Lage-Hörste. Ein Lese-Bilder-Buch, 1. Auflage, Hamburg, VSA-Verlag 2004[EK1]
- IG Medien Jugend.pdf